# Oorlogsgeheimen (toneelstuk)
Oorlogsgeheimen is een toneelstuk in 2013 geproduceerd door de theaterproducent Henrike van Engelenburg van het  gelijknamige boek van Jacques Vriens. Maarten Ebbers en Ida van Dril waren de acteurs. In 2015 werd het stuk opnieuw opgevoerd, dit keer met Maarten Ebbers en Maria Noë. Het stuk wordt nog steeds opgevoerd en beleeft in 2021 zijn 600ste voorstelling.
De muziek voor de voorstelling werd opnieuw gecomponeerd door Arthur Umbgrove. Het verhaal draait om een jongen, Tuur, en zijn ervaringen tijdens de nazitijd. Het toneelstuk wordt verteld en gespeeld in retrospectief. In het heden is Tuur leraar en moet hij zijn leerlingen iets bijbrengen over die tijd, maar hij kan dat niet doen zonder zich zijn eigen ervaringen van toen te herinneren. En natuurlijk zijn deze herinneringen vreselijk: "Alle basiskwesties van de Tweede Wereldoorlog in Nederland komen wel ongeveer voorbij in Oorlogsgeheimen: NSB’ers en verzetsmensen, luchtalarm, een schuilkelder, een ondergedoken joodse, een verstopte piloot, een clandestien varken, deportatie, een foute burgemeester en zijn zoon die zich bij de Waffen-SS aansluit, probeert te deserteren, kampbewaker wordt en terug naar huis vlucht." De hele tijd moet Tuur denken aan zijn jeugdvriendin Maartje, die hij leerde kennen toen hij 12 jaar was, zij was toen 13. Wat hij niet wist was dat zij Joods was en onder een valse naam in zijn dorp ondergedoken zat. In het stuk komt Maartje hem bezoeken, maar in werkelijkheid is ze allang dood, vermoord door de nazi's. Tuur is nog erg ermee bezig: ‘Had ik niet iets meer kunnen doen, had ik iemand niet toch kunnen helpen overleven’. Hij gaat gebukt onder de oorlog. Totdat hij bij wijze van therapie besluit erover te vertellen aan de nieuwe generatie kinderen."